# (6194) Denali
(6194) Denali ist ein Asteroid des Hauptgürtels, der am 12. Oktober 1990 vom britisch-australischen Astronomen Robert McNaught am Siding-Spring-Observatorium (IAU-Code 413) in der Nähe von Coonabarabran entdeckt wurde.
Der Asteroid wurde am 2. April 1999 nach dem Denali benannt, dem mit 6190 Metern Höhe höchsten Berg Nordamerikas, der von 1917 bis 2015 offiziell Mount McKinley hieß und zu den Seven Summits, den jeweils höchsten Bergen der sieben Kontinente, gehört.